# Кармамеї (виселок)
Кармаме́ї (рос. Кармамеи, чув. Мамишни) — виселок у складі Канаського району Чувашії, Росія. Входить до складу Чагаського сільського поселення.
Населення — 138 осіб (2010; 138 у 2002).
Національний склад:
- чуваші — 99 %